# Dăeni
Dăeni es una comuna ubicada en el distrito de Tulcea, Rumania.

## Superficie
Posee una superficie de 95,81 kilómetros cuadrados.

## Demografía
Hasta 2021 la población era de 1772 habitantes, con una densidad de población de 18,49 habitantes por kilómetro cuadrado.